# Tullio Gaetano Minelli
Tullio Gaetano Minelli (Rovigo, 6 giugno 1848 – 1904) è stato un politico italiano.

## Biografia
Ultimogenito di Antonio, maestro dell'arte della stampa, e di Luisa Kiriaki, si laurea in Giurisprudenza a Padova nel 1871. Allievo dell'economista Luigi Luzzatti, il giovane Minelli si trasferisce a Roma come segretario di Quintino Sella.
Nel 1881, fallito il tentativo di costituire un nuovo ministero Sella, rientra a Rovigo e nel giugno dello stesso anno si sposa a Trieste con Luisa Serravallo, figlia dell'editore triestino Jacopo. Dalla coppia nasceranno Antonio (1882) e Isabella (1884). Nel 1883 succede al padre nella gestione della stamperia, ricoprendo contestualmente cariche pubbliche locali. Si cimenta con la politica, qualificandosi come “moderato” nel gruppo liberale rodigino dei sostenitori di Crispi, ricoprendo cariche pubbliche sempre più importanti. Deputato nella XVII legislatura (1890-1892), rimane vedovo della prima moglie e nel 1890 si risposa con Elisa Piva, appartenente ad una delle famiglie più rappresentative di Rovigo, dalla quale nasceranno altri due figli: Luisa (1891) e Carlo (1898).
Dopo essersi scontrato con Nicola Badaloni nella campagna elettorale del 1893, si accosta alle idee progressiste e liberali propugnate dal foglio “L'Adriatico”. Lo scontro finale con i conservatori locali capeggiati da Giovan Battista Casalini, si accentua dopo la sua rielezione a consigliere provinciale. Tali vicissitudini non lo scoraggiano a ricandidarsi con successo alle politiche del 1896, sempre nella lista monarchico-costituzionale, nel collegio di Este-Monselice. Tenta un ultimo rilancio nelle politiche del 1897, ma fallisce, anche per la campagna diffamatoria montata dai suoi avversari di partito, come riportato nel repertorio I grandi del Polesine (1992).
Sconfitto politicamente e costretto a cedere la tipografia, il Minelli si convince a quel punto dell'opportunità di dimettersi da ogni carica pubblica e di abbandonare Rovigo per trasferirsi, assieme alla famiglia, a Roma, dove, già direttore del giornale Cooperazione e Previdenza, rientra nell'agone giornalistico. Nel periodo romano apre anche un'istruttoria destinata a Giuseppe Zanardelli, che, sulla base dell'esperienza maturata al Ministero delle Finanze con Sella e nei consigli d'amministrazione degli istituti di credito, si era ripromesso di nominarlo commissario governativo in Basilicata. Ciò in vista dei provvedimenti che il governo stava studiando a favore di quella regione, ma, alla fine del 1903, il governo cade e così la nomina sfuma.
La morte lo coglie nell'aprile del 1904. Al Minelli - che studiò con profondità le questioni attinenti al credito, alla cooperazione e alla beneficenza pubblica - Jessie White Mario lasciò scritto - vanno le lodi meritate per aver iniziato e sostenuto in Parlamento e nel Consiglio Provinciale di Rovigo la causa dell'infanzia abbandonata in genere, e dei figli illegittimi in ispecie. J.W. Mario lasciò anche scritto: la piccola patriottica provincia di Rovigo – prima in Italia - ha avuto l'audacia di abolire nel 1888 il suo Brefotrofio, vergognandosi di spendere settantacinquemila lire annue per uccidere il cinquantasei per cento dei figli illegittimi affidati alla beneficenza pubblica.